# 何も言わないで
『何も言わないで』（なにもいわないで、原題：No Parlez）は、イングランドの歌手ポール・ヤングが1983年に発表した、ソロ名義では初のスタジオ・アルバム。

## 背景
ヤングはQ-ティップスというバンドのメンバーとして活動していたが、1982年にソロ名義でCBSレコードとの契約を得て、Q-ティップスは解散に至った。ただし、同バンドのキーボーディストであったイアン・キューレイは、引き続きヤングのバック・バンドに参加し、ソングライティングにも貢献した。
1982年末に発表されたデビュー・シングル「困難を乗り越えて」はヒットしなかったが、その後マーヴィン・ゲイのカヴァー「愛の放浪者（安らぎを求めて）」が全英1位の成功を収め、それが本作のヒットにつながった。
LPと同時期に発売された初回盤CDは「ビハインド・ユア・スマイル」が追加されて12曲入りとなり、また「カム・バック・アンド・ステイ」、「愛の放浪者（安らぎを求めて）」、「愛の絆」、「困難を乗り越えて」、「セックス（男と女）」の5曲はロング・ヴァージョンに差し替えられた。

## 反響・評価
母国イギリスでは1983年7月30日付の全英アルバムチャートで初登場6位となり、最終的には合計5週1位を獲得して、計119週にわたりトップ100入りするロング・ヒットとなった。オランダでは、1983年8月27日付のアルバム・チャートで初登場46位となり、最終的には計40週トップ50入りして、うち7週にわたり1位を獲得した。一方、アメリカでは大ヒットに至らず、Billboard 200では1984年に79位を記録するにとどまった。
デイヴ・トンプソンはオールミュージックにおいて5点満点中4.5点を付け「1980年代中期における、特に自信に満ちたデビュー・アルバムの一つというだけでなく、時代を超えた甘いポップ/ソウルの傑作の一つ」と評している。

## 収録曲

### LP
Side 1
1. カム・バック・アンド・ステイ - "Come Back and Stay" (Jack Lee) – 4:57
2. 空しい思い - "Love Will Tear Us Apart" (Ian Curtis, Peter Hook, Stephen Morris, Bernard Sumner) – 5:00
3. 愛の放浪者（安らぎを求めて） - "Wherever I Lay My Hat (That's My Home)" (Marvin Gaye, Barrett Strong, Norman Whitfield) – 5:18
4. ク・ク・クラマ - "Ku Ku Kurama" (Steve Bolton) – 4:19
5. 何も言わないで - "No Parlez" (Anthony Moore) – 4:57

Side 2
1. 愛の絆 - "Love of the Common People" (John Hurley, Ronnie Wilkins) – 4:56
2. オー・ウーマン - "Oh Women" (J. Lee) – 3:35
3. 困難を乗り越えて - "Iron Out the Rough Spots" (Steve Cropper, Booker T. Jones, David Porter) – 4:47
4. 傷心の日々 - "Broken Man" (Paul Young, Ian Kewley) – 3:54
5. 誘惑のとりこ - "Tender Trap" (P. Young, I. Kewley) – 4:32
6. セックス（男と女） - " Sex " (J. Lee) – 4:49

### CD
1. カム・バック・アンド・ステイ - "Come Back and Stay (Scratch Mix)" (J. Lee) – 7:56
2. 空しい思い - "Love Will Tear Us Apart" (I. Curtis, P. Hook, S. Morris, B. Sumner) – 5:00
3. 愛の放浪者（安らぎを求めて） - "Wherever I Lay My Hat (That's My Home) (Extended Club Mix Version)" (M. Gaye, B. Strong, N. Whitfield) – 6:01
4. ク・ク・クラマ - "Ku Ku Kurama" (S. Bolton) – 4:19
5. 何も言わないで - "No Parlez" (A. Moore) – 4:57
6. ビハインド・ユア・スマイル - "Behind Your Smile" (P. Young, I. Kewley) – 4:08
7. 愛の絆 - "Love of the Common People (Extended Club Mix)" (J. Hurley, R. Wilkins) – 5:51
8. オー・ウーマン - "Oh Women" (J. Lee) – 3:35
9. 困難を乗り越えて - "Iron Out the Rough Spots (Extended Version)" (S. Cropper, B. Jones, D. Porter) – 7:28
10. 傷心の日々 - "Broken Man" (P. Young, I. Kewley) – 3:54
11. 誘惑のとりこ - "Tender Trap" (P. Young, I. Kewley) – 4:32
12. セックス（男と女） - "Sex (Extended Club Mix Version)" (J. Lee) – 6:51

## 参加ミュージシャン
- ポール・ヤング - ボーカル (全曲)、ギター (on "Come Back and Stay")
- イアン・キューリー - シンセサイザー、ピアノ、ヴォコーダー、マリンバ、ベル、バッキング・ボーカル
- スティーヴ・ボルトン - ギター、ラップ・スティール、ピアノ
- マット・アーヴィング - シンセサイザー、シンセベース、シーケンサー、ギター、バッキング・ボーカル
- ピノ・パラディーノ - ベース、チャップマン・スティック
- マーク・ピンダー - エレクトロニック・ドラムス、ドラムマシン、パーカッション、カウベル
- リコ・ロドリゲス - トロンボーン (on "Love of the Common People", "Tender Trap")
- キム・レスリー - バッキング・ボーカル、コンガ
- マズ・ロバーツ - バッキング・ボーカル
- Eyethu - バッキング・ボーカル (on "No Parlez")